# Perdita mentzeliarum
Perdita mentzeliarum är en biart som beskrevs av Cockerell 1897. Perdita mentzeliarum ingår i släktet Perdita och familjen grävbin. Inga underarter finns listade i Catalogue of Life.